# Mario Crescenzio
Mario Crescenzio (Arquà Polesine, 5 ottobre 1942 – Arquà Polesine, 3 gennaio 2024) è stato un politico e insegnante italiano.

## Biografia
Insegnante di latino e preside, fu impegnato in politica con il Partito Comunista Italiano, con cui fu eletto consigliere provinciale a Rovigo nel 1985, venendo confermato anche nel 1990. Nello stesso anno fu anche eletto consigliere comunale a Fratta Polesine. 
Dopo lo scioglimento del PCI aderì al Partito Democratico della Sinistra: dal 1993 al 1994 fu assessore provinciale a Rovigo.
Nelle file dei Progressisti venne eletto per la prima volta senatore nel marzo del 1994; fu poi rieletto anche nella successiva legislatura, nell'aprile del 1996 con L'Ulivo, in entrambi i casi vincendo nel collegio uninominale di Rovigo. Terminò il proprio mandato parlamentare nel 2001.
In seguito fu consigliere della Fondazione Cariparo.
Morì ad Arquà Polesine il 3 gennaio 2024 all'età di 81 anni.

## Vita privata
Sposato con Luciana, ebbe due figli, Paola e Davide.